# Potemkin-Uniform

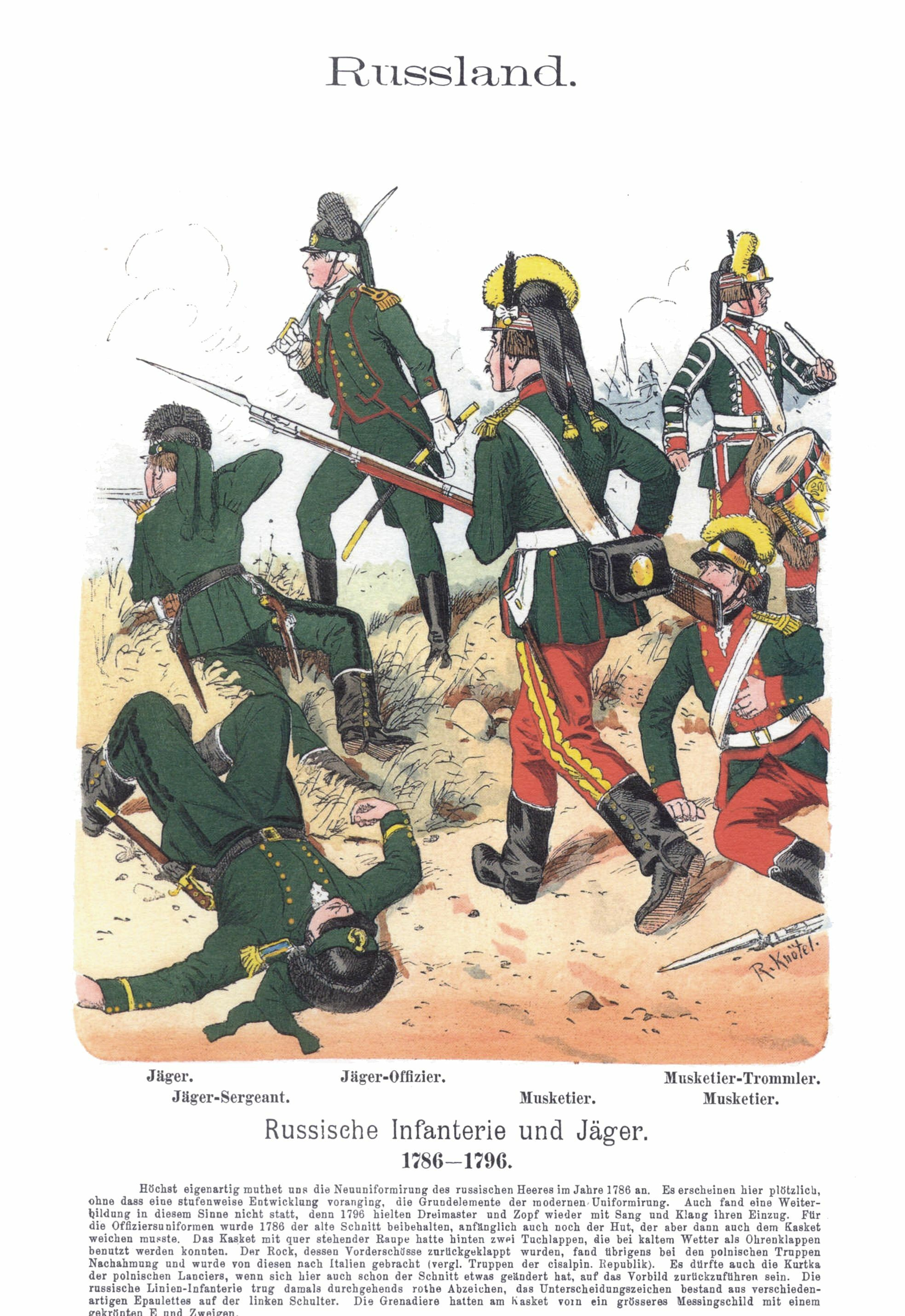
Russische Jäger und Infanterie in der Potemkin-Uniform; man beachte den Jägeroffizier, der abgesehen vom Helm weiterhin die alte Uniform und auch gepudertes, zum Soldatenzopf gebundenes Haar trägt (Farbtafel von Richard Knötel)

Potemkin-Uniform ist die Bezeichnung für die von 1786 bis 1796 verwendete Einheitsuniform der russischen Armee.
Die Uniform wurde auf Befehl des Oberbefehlshabers der Armee, Feldmarschall Grigori Alexandrowitsch Potjomkin entwickelt. Ihr primär an praktischer Verwendbarkeit orientiertes Konzept stellte einen radikalen Bruch mit dem bis dahin vor allem an der Zivilmode ausgerichteten Uniformstil europäischer Heere des 18. Jahrhunderts dar.

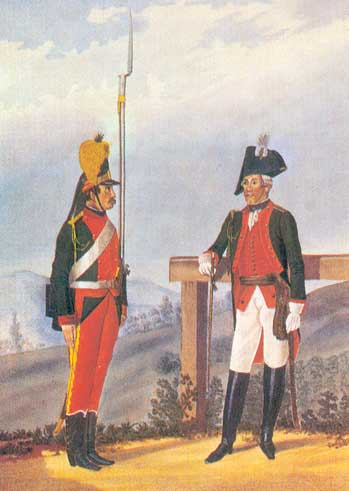
Links: Russischer Infanterist in Potemkin-Uniform. Rechts: Offizier in herkömmlicher Uniform

Bis zu Potjomkins umfassender Reform des Uniformwesens war die Bekleidung der russischen Armee stark am preußischen Vorbild orientiert. Diese Ähnlichkeit wurde durch die Neueinkleidung vollständig beseitigt: Der bisherige frackartige Uniformrock wurde ersetzt durch eine sogenannte Kurtka, die abgesehen von den vorne umgeschlagenen Rockschößen und dem Plastron bereits stark dem Waffenrock ähnelte. Sie war weiter geschnitten und ließ dem Träger erheblich mehr Bewegungsfreiheit. An die Stelle der engen Culotten und Gamaschen trat eine ebenfalls bequem geschnittene Hose. Dreispitze und Grenadiermützen wurden zugunsten eines Helms mit quergestellter Raupe abgelegt; hinten am Helm war ein frei herabhängender Stoffbeutel befestigt, den sich der Träger bei kalter Witterung wie einen Schal um Hals oder Kopf binden konnte.
Zur Potemkin-Uniform trugen die Soldaten das Haar nicht mehr zu einem langen, straffen Soldatenzopf preußischen Musters gebunden, sondern über den Ohren kurz abgeschnitten. Zudem wurde, was im europäischen Militärwesen jener Zeit gleichfalls eine Neuerung darstellte, das Haar zu Paraden und zeremoniellen Anlässen nicht mehr mit Mehl weiß gepudert. Diese Maßnahme sollte zum einen nutzlosen Aufwand sparen, zum anderen die Vergeudung großer Mengen wertvollen Mehls für rein ästhetische Zwecke beenden.
Die Potemkin-Uniform wurde als Einheitskleidung in der gesamten russischen Armee eingeführt; nur die Farbkombinationen unterschieden die einzelnen Waffengattungen und Regimenter voneinander. Ausgenommen von der neuen Uniform blieben nur die Garde, die Kosaken und einige Spezialtruppen sowie die höheren Offiziere.
Die Potemkin-Uniform blieb ein Jahrzehnt die Einheitsbekleidung der russischen Truppen. Nachdem Zarin Katharina II. verstorben war und ihr Sohn Paul I. den russischen Thron übernommen hatte, ließ der neue Zar, ein bedingungsloser Bewunderer Friedrichs des Großen als eine seiner ersten Verordnungen verfügen, dass die gesamte Uniformierung ausnahmslos wieder auf den Stand des Jahres 1786 zurückzuversetzen sei, inklusive der Wiedereinführung der alten Frisurreglements.
Ähnliche Projekte zur Modernisierung der militärischen Bekleidung gab es in Bayern unter Kriegsminister Rumford sowie in Schweden. Auch hier wurde die radikale Modernisierungen aufgrund konservativer Vorbehalte nach wenigen Jahren weitgehend zurückgenommen, zumal man in Bayern aus Kostengründen und entsprechend der Rokoko-Mode auch einen unpraktisch engen Uniformschnitt gewählt hatte. Die russische Einheitsuniform wirkte jedoch auch nach ihrer Abschaffung im eigenen Land über den Kontakt mit Polen stilbildend, insbesondere für die international übliche Uniform der Ulanen.